# USS Jenks (DE-665)
USS Jenks (DE-665) là một tàu hộ tống khu trục lớp Buckley được Hải quân Hoa Kỳ chế tạo trong Chiến tranh Thế giới thứ hai. Tên nó được đặt theo Trung úy Hải quân Henry Pease Jenks (1914-1942), người từng phục vụ trên tàu tuần dương hạng nhẹ Atlanta (CL-51), và đã tử trận trong trận Hải chiến Guadalcanal vào đêm 12-13 tháng 11, 1942. Nó đã phục vụ cho đến khi chiến tranh kết thúc, xuất biên chế năm 1946 và bị tháo dỡ năm 1968. Jenks được tặng thưởng danh hiệu Đơn vị Tuyên dương Tổng thốngcùng hai Ngôi sao Chiến trận do thành tích phục vụ trong Thế Chiến II.

## Thiết kế và chế tạo
Những chiếc thuộc lớp tàu hộ tống khu trục Buckley có chiều dài chung 306 ft (93 m), mạn tàu rộng 37 ft 1 in (11,30 m) và độ sâu mớn nước khi đầy tải là 11 ft 3 in (3,43 m). Chúng có trọng lượng choán nước tiêu chuẩn 1.400 tấn Anh (1.400 t); và lên đến 1.740 tấn Anh (1.770 t) khi đầy tải. Hệ thống động lực bao gồm hai turbine hơi nước General Electric công suất 13.500 mã lực (10.100 kW), dẫn động hai máy phát điện công suất 9.200 kilôwatt (12.300 hp) để vận hành hai trục chân vịt;  công suất 12.000 hp (8.900 kW) cho phép đạt được tốc độ tối đa 23 kn (26 mph; 43 km/h), và có dự trữ hành trình 6.000 nmi (6.900 mi; 11.000 km) khi di chuyển ở vận tốc đường trường 12 kn (14 mph; 22 km/h).
Vũ khí trang bị bao gồm ba pháo 3 in (76 mm)/50 cal trên tháp pháo nòng đơn có thể đối hạm hoặc phòng không, một khẩu đội 1,1 inch/75 caliber bốn nòng và tám pháo phòng không Oerlikon 20 mm. Vũ khí chống ngầm bao gồm một dàn súng cối chống tàu ngầm Hedgehog Mk. 10 (có 24 nòng và mang theo 144 quả đạn); hai đường ray Mk. 9 và tám máy phóng K3 Mk. 6 để thả mìn sâu. Khác biệt đáng kể so với lớp Evarts dẫn trước là chúng có thêm ba ống phóng ngư lôi Mark 15 21 inch (533 mm). Thủy thủ đoàn đầy đủ bao gồm 186 sĩ quan và thủy thủ.
Jenks được đặt lườn tại xưởng tàu của hãng Dravo Corporation tại Pittsburgh, Pennsylvania vào ngày 12 tháng 5, 1943. Nó được hạ thủy vào ngày 11 tháng 9, 1943; được đỡ đầu bởi bà Maurice L. Jenks, mẹ Trung úy Jenks, và nhập biên chế tại New Orleans, Louisiana vào ngày 19 tháng 1, 1944 dưới quyền chỉ huy của Hạm trưởng, Thiếu tá Hải quân Julius Frederick Way.

## Lịch sử hoạt động
Sau khi hoàn tất hoạt động chạy thử máy huấn luyện tại khu vực Bermuda vào tháng 2, 1944, Jenks được điều sang vai trò hộ tống vận tải vượt Đại Tây Dương, một nhiệm vụ khó khăn trong một giai đoạn mà phe Đồng Minh đang tích lũy lực lượng chuẩn bị cho Chiến dịch Overlord. Sau một chuyến đi hộ tống vận tải sang Anh trong tháng 4, nó quay trở về New York vào ngày 21 tháng 4, và sau khi thực hành huấn luyện, nó đi đến Norfolk, Virginia vào ngày 10 tháng 5 để gia nhập một đội tìm-diệt tàu ngầm do Đại tá Hải quân Daniel V. Gallery chỉ huy, vốn được hình thành chung quanh tàu sân bay hộ tống Guadalcanal (CVE-60). Đội đặc nhiệm lên đường vào ngày 15 tháng 5 và hướng ra Đại Tây Dương, bắt đầu truy lùng tàu ngầm U-boat Đức.
Sau hai tuần lễ hoạt động truy quét, đội đặc nhiệm hướng đến Casablanca, Morocco thuộc Pháp, nơi họ phát hiện ra chiếc tàu ngầm U-boat U-505 vào ngày 4 tháng 6 và tiếp cận để tấn công. Một đợt tấn công chính xác bằng một loạt mìn sâu do tàu hộ tống khu trục Chatelain (DE-149) thực hiện đã buộc tàu ngầm đối phương phải nổi lên mặt nước, nơi thủy thủ đoàn của chiếc tàu ngầm bỏ tàu. Ngay lập tức một kế hoạch chiếm tàu đối phương được tiến hành; và bất chấp các nguy cơ hư hại hoặc bẫy mìn của đối phương, đội đổ bộ đã cứu được con tàu. Jenks và Chatelain tham gia cứu vớt những người sống sót từ chiếc U-boat, cứu được toàn bộ thủy thủ đoàn ngoại trừ một người; nó cũng thả xuồng cặp con tàu để thu thập tài liệu tình báo và thiết bị chiến lợi phẩm. Các đội kiểm soát hư hỏng đã nỗ lực sửa chữa, duy trì cho U-505 nổi được và bí mật kéo nó về đến căn cứ tại Bermuda an toàn.
Quay trở về sau chuyến đi lịch sử này vào ngày 16 tháng 6, Jenks đi đến Căn cứ Tàu ngầm Hải quân New London tại New London, Connecticut vào ngày 28 tháng 6 để phục vụ như một tàu huấn luyện. Nó đảm nhiệm vai trò này cho đến cuối tháng 7, rồi khởi hành từ Norfolk vào ngày 31 tháng 7 cho một chuyến đi hộ tống vận tải sang khu vực Địa Trung Hải. Trong những tháng tiếp theo nó còn thực hiện bốn chuyến hộ tống vận tải khứ hồi sang các cảng Bắc Phi để vận chuyển lực lượng và tiếp liệu ra chiến trường. Xen kẻ giữa các chuyến đi là những giai đoạn huấn luyện tại khu vực Casco Bay, Maine.
Quay trở về Boston sau chuyến đi cuối cùng vào ngày 19 tháng 5, 1945, khi chiến tranh đã chấm dứt tại châu Âu, Jenks được sửa chữa tại Xưởng hải quân Boston trước khi lên đường đi Miami, Florida, đến nơi vào ngày 8 tháng 6, nơi nó phục vụ như một tàu huấn luyện cho Trung tâm Huấn luyện Hải quân. Đến tháng 8, nó tham gia thực hành huấn luyện tại khu vực biển Caribe, rồi tiếp tục hoạt động từ các căn cứ Charleston, South Carolina và Key West, Florida, cho đến khi nó đi đến Green Cove Springs, Florida vào ngày 2 tháng 5, 1946.
Jenks được cho xuất biên chế tại Green Cove Springs vào ngày 26 tháng 6, 1946 và được đưa về Hạm đội Dự bị Đại Tây Dương, sau đó được chuyển đến Texas. Tên nó được cho rút khỏi danh sách Đăng bạ Hải quân vào ngày 1 tháng 2, 1966, và con tàu bị bán để tháo dỡ vào ngày 5 tháng 3, 1968.

## Phần thưởng
Jenks được tặng thưởng danh hiệu Đơn vị Tuyên dương Tổng thống cùng hai Ngôi sao Chiến trận do thành tích phục vụ trong Thế Chiến II.
|  |                           |  |
|  | Bronze star · Bronze star |  |

| Dãi băng Hoạt động Tác chiến (truy tặng) | Dãi băng Hoạt động Tác chiến (truy tặng)                                     | Đơn vị Tuyên Dương Tổng thống                                                | Đơn vị Tuyên Dương Tổng thống        |
| Huân chương Chiến dịch Hoa Kỳ            | Huân chương Chiến dịch Châu Âu-Châu Phi-Trung Đông với 2 Ngôi sao Chiến trận | Huân chương Chiến dịch Châu Âu-Châu Phi-Trung Đông với 2 Ngôi sao Chiến trận | Huân chương Chiến thắng Thế Chiến II |